# Herpomyces stilopygae
Herpomyces stilopygae TSpeg. – gatunek grzybów z rzędu Herpomycetales. Grzyby mikroskopijne, pasożyty owadów (grzyby entomopatogeniczne).

## Systematyka
Pozycja w klasyfikacji według Index Fungorum: Herpomyces, Herpomycetaceae, Herpomycetales, Laboulbeniomycetidae, Laboulbeniomycetes, Pezizomycotina, Ascomycota, Fungi.
Gatunek ten opisał Carlo Luigi Spegazzini w 1917 r. Znalazł go na owadzie Periplaneta orientalis w Urugwaju.

## Charakterystyka
Jest pasożytem zewnętrznym. W Polsce Tomasz Majewski opisał jego występowanie na karaluchu (Blattella orientalis) w 1994 r.